# Apogon franssedai
 Apogon franssedai és una espècie de peix de la família dels apogònids i de l'ordre dels perciformes.

## Morfologia
Els mascles poden assolir els 7,5 cm de longitud total.

## Distribució geogràfica
Es troba a l'oest de l'oceà Índic (Maldives) i a l'oest del Pacífic (Bali, Filipines i Palau).